# Ray Bradbury
Ray Douglas Bradbury (Waukegan, 22 de agosto de 1920 — Los Angeles, 6 de junho de 2012) foi um escritor e roteirista norte-americano. É um dos mais celebrados escritores dos séculos XX e XXI, tendo escrito em uma variada gama de gêneros como ficção-científica, horror e fantasia.
É conhecido principalmente por seu livro Fahrenheit 451 (1953) e sua coletânea de ficção científica, Crônicas Marcianas (1950) e The Illustrated Man (1951) e I Sing the Body Electric! (1969). Grande parte de seu trabalho é de ficção especulativa, mas Bradbury escreveu também em outros gêneros, tendo escrito roteiros para a televisão como a versão de 1956 de Moby Dick e It Came from Outer Space. Vários de seus trabalhos foram adaptados para a televisão, cinema e em quadrinhos.
Para o The New York Times, Bradbury é o escritor responsável por popularizar a moderna ficção científica.

## Biografia
Bradbury nasceu em 22 de agosto de 1920, em Waukegan, em Illinois. Era filho de Esther Moberg Bradbury (1888–1966), imigrante da Suécia e Leonard Spaulding Bradbury (1890–1957), que trabalhava como técnico da companhia de telefonia e energia. Seu nome do meio, Douglas, foi em homenagem ao ator Douglas Fairbanks. Uma de suas antepassadas foi Mary Bradbury, julgada no tribunal da inquisição de Salem. Ray teve outros três irmãos. Em 1916, nasceram os gêmeos, Leonard e Samuel, mas Samuel morreu dois anos depois. Sua irmã, Elizabeth, nasceu em 1926, mas morreu um ano depois. 
Bradbury cresceu em meio à uma família numerosa em Waukegan. Sua tia costumava ler contos para Ray quando ele ainda era criança. Este período formativo foi fundamental para o futuro escritor. Em muitos de seus contos, a cidade de Waukegan é a cidade de "Green Town", Illinois. A família Bradbury viveu em Tucson, no Arizona, entre 1926–1927 e 1932–1933 enquanto seu pai buscava por um emprego melhor. No período intermediário, eles voltaram para Waukegan.
Enquanto morava em Tucson, Bradbury fez os ensinos fundamental I e II. A família, eventualmente, se estabeleceu em Los Angeles, em 1934, quando Ray tinha 14 anos. Seu pai não ganhava muito trabalhando para uma companhia de TV a cabo, mas Bradbury estava encantado pelo glamour de Hollywood. Ray fez o ensino médio na Los Angeles High School e era um membro ativo da companhia de teatro escolar. Era comum o jovem Ray andar de skate pelas ruas de Hollywood na tentativa de conhecer algum ator famoso. Seu primeiro pagamento como escritor foi aos 14 anos, quando George Burns comprou uma de suas piadas para o seu programa no rádio, o Burns and Allen.

## Juventude
Desde a infância, Bradbury era um leitor ávido. Arriscando seus primeiros textos ainda na adolescência, Ray sempre soube que queria seguir carreira com "algo que se relacionasse com as artes". Seus primeiros escritos são de 1931, quando tinha 11 anos, durante a Grande Depressão de 1929, escrevendo no único papel que tinha disponível em casa, que era o papel manteiga.
Boa parte de sua juventude se passou nas paredes da biblioteca de Waukegan, onde ele lia autores como H. G. Wells, Jules Verne e Edgar Allan Poe. Aos 12 anos, Ray começou a escrever contos tradicionais de horror e tentou imitar o estilo de Poe até mais ou menos os 18 anos. Outro autor que o influenciou nessa época foi Edgar Rice Burroughs, em especial sua saga marciana com John Carter. The Warlord of Mars o impressionou tanto que Ray chegou a escrever uma sequência. Além de escrever, Ray também gostava de ilustrar suas histórias. Ouvinte assíduo do programa de Chandu the Magician, no final de cada programa, Ray escrevia o roteiro inteiro de cabeça.
Adolescente em Beverly Hills, Ray visitava com frequência seu amigo e mentor, o escritor de ficção científica Bob Olsen, onde compartilhavam ideias e trocavam textos. Em 1936, em um sebo em Hollywood, Bradbury descobriu os encontros da Sociedade de Ficção Científica de Los Angeles, dos quais começou a participar toda quinta-feira à noite, desde os 16 anos. Ray citava com frequência que suas principais influências literárias foram H. G. Wells e Jules Verne. Sobre Verne, ele declarou:
| “ | Ele acredita que o ser humano está em uma situação estranha em um mundo muito estranho e acredita que podemos triunfar se nos comportarmos bem moralmente. | ” |

Ray parou de ler livros de ficção científica por volta dos 20 anos para adentrar em uma literatura mais ampla, onde leu Alexander Pope e John Donne. Ray tinha acabo de se formar no ensino médio quando conheceu Robert Heinlein, na época com 31 anos, com quem Ray se inspirou em buscar o lado humano e não o tecnológico em seus livros. Agora adulto, Ray Bradbury lia muitas revistas como a Astounding Science Fiction, lendo contos publicados por Heinlein, Arthur C. Clarke, Theodore Sturgeon e A. E. van Vogt.
Morando a poucas quadras do Fox Uptown Theatre, Western Avenue, em Los Angeles, e dos estúdios da MGM e Fox, Ray era frequentador assíduo desses locais. Era comum Ray conseguir entrar nas pré-estreias de filmes toda semana. Com seu skate, Ray ficava na porta dos estúdios, pegando autógrafos de artistas como Norma Shearer, Laurel and Hardy e Ronald Colman. Às vezes, ele ficava um dia inteiro na porta dos estúdios ou entrando nos restaurantes onde as estrelas do cinema iam almoçar. Foi assim que conseguiu autógrafos de Cary Grant, Marlene Dietrich e Mae West.

## Carreira
Seu primeiro conto publicado foi "Hollerbochen's Dilemma", no fanzine Imagination!, de janeiro de 1938, de Forrest J. Ackerman. Em julho de 1939, Ackerman deu ao então jovem Bradbury, de 19 anos, dinheiro para que ele pudesse ir à primeira convenção de ficção científica, em Nova Iorque, ajudando a criar um fanzine próprio, chamado Futuria Fantasia. Ray escrevia todos os assuntos de seu fanzine, limitado a no máximo 100 cópias. Entre 1940 e 1947, contribuiu para a revista de cinema de Rob Wagner, chamada Script.
Por ter problemas de visão que exigiam o uso de grossas lentes nos óculos, Ray foi rejeitado no serviço militar durante a Segunda Guerra Mundial, o que lhe deu bastante tempo para escrever, inspirado por personagens como Flash Gordon e Buck Rogers. Suas primeiras histórias de ficção científica foram publicadas em fanzines em 1938. Em 1939, ele ingressou numa sociedade de roteiristas, comandada por Laraine Day, onde escreveu várias peças, inclusive atuando em algumas delas. Decepcionado com seu próprio trabalho, Ray deixou de escrever peças e só voltou a trabalhar com teatro 20 anos depois. Seu primeiro trabalho pago foi o conto "Pendulum", escrito com Henry Hasse, e publicado na revista Super Science Stories, de novembro de 1941, onde ele ganhou 15 dólares.
Sua primeira história solo pela qual recebeu 13,75 dólares foi "The Lake", quando Ray tinha 22 anos e ele pode se tornar escritor em tempo integral aos 24 anos. Sua primeira coletânea de contos, Dark Carnival, foi publicada em 1947, pela Arkham House, uma editora pequena de Sauk City, no Wisconsin, do escritor August Derleth.
Um de seus contos foi rejeitado pela Weird Tales, mas ele submeteu o mesmo conto, "Homecoming" na revista Mademoiselle, uma revista feminina publicada pela primeira vez em 1935, cujo assistente editorial era o jovem Truman Capote. Capote encontrou o conto de Bradbury de uma pilha de rejeitos e o publicou. O conto ganhou o Prêmio O. Henry, de 1947.
Foi na Biblioteca Powell, da Universidade da Califórnia em Los Angeles, em uma sala de estudos em que os universitários pagavam para utilizar as máquinas de escrever, que Ray escreveu seu famoso conto, The Fireman, então com 25 mil palavras. Ele depois foi publicado com o dobro disso, sob o nome de Fahrenheit 451, depois de Ray gastar 9,80 pelo uso das máquinas de escrever.
Em um evento em uma biblioteca de Los Angeles, Ray conheceu o escritor britânico Christopher Isherwood, a quem Ray entregou uma cópia de Crônicas Marcianas, o que gerou uma resenha extremamente positiva para o autor.

## Vida pessoal

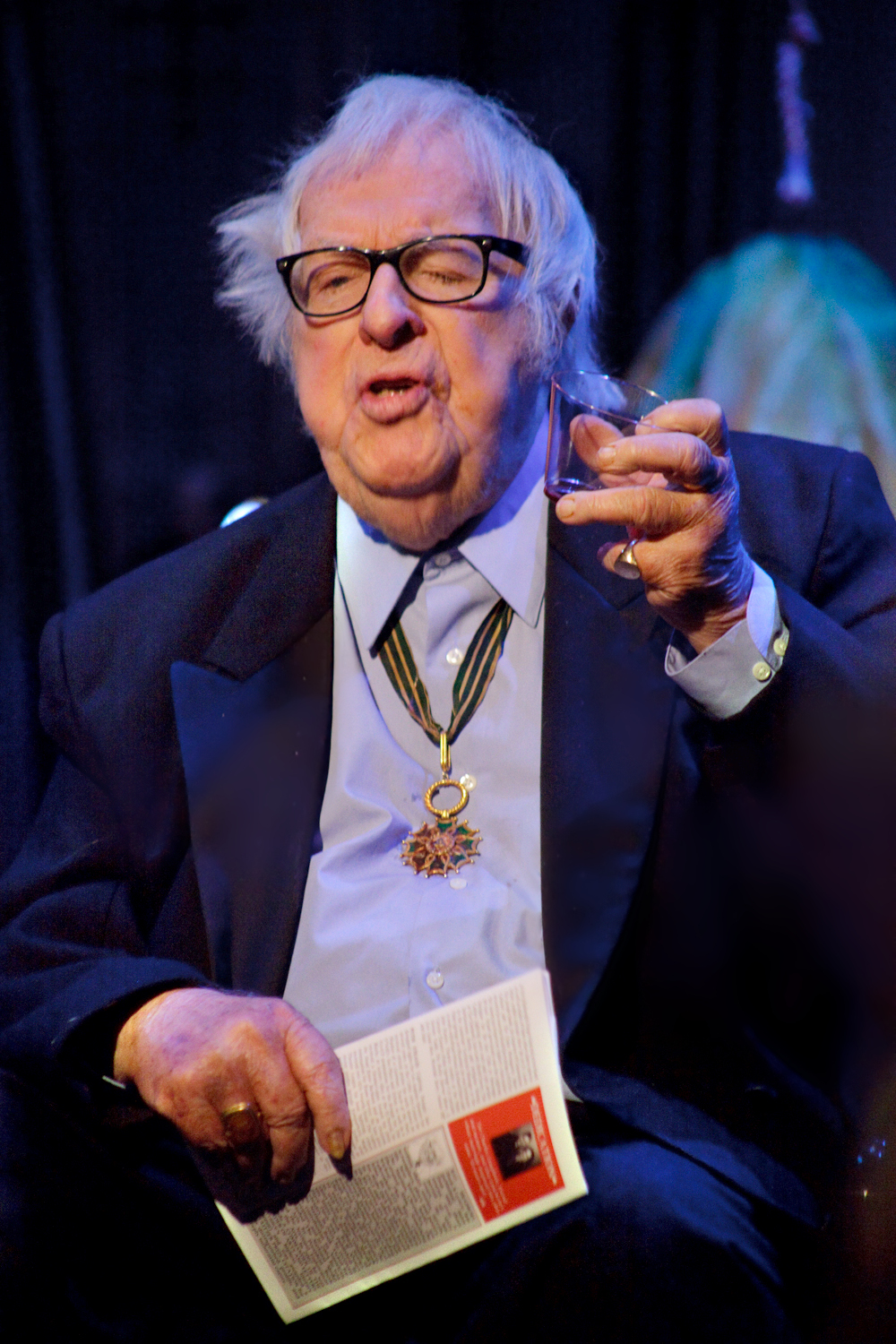
Bradbury em dezembro de 2009

Bradbury casou-se com Marguerite McClure em 1947 e permaneceram casados até a morte dela em 2003. O casal teve quatro filhas, Susan, Ramona, Bettina (que foi roteirista de televisão) e Alexandra. Ray nunca tirou carteira de motorista e usava o transporte público ou bicicleta para se locomover.
Em 1999, Bradbury sofreu um AVC, que o deixou parcialmente paralisado e dependente de uma cadeira de rodas. Apesar das limitações físicas, Ray não deixou de escrever, chegando a publicar um ensaio para a The New Yorker, sobre suas inspirações para escrever. Era membro ativo de vários eventos de ficção científica até 2009, quando decidiu se aposentar.

## Pseudônimos
Alguns pseudônimos usados por Ray Bradbury foram Doug Rogers, Ron Reynolds, Guy Amory, Omega, Anthony Corvais, E. Cunningham, Brian Eldred, Cecil Cunningham, D. Lerium Tremaine, Edward Banks, D.R.Banet, Willian Elliot, Brett Sterling, Leonard Spaulding, Leonard Douglas, Douglas Spaulding.

## Morte
Ray morreu em 6 de junho de 2012, em Los Angeles, aos 91 anos, após uma breve doença. Ele foi sepultado no Cemitério Westwood Memorial Park, em Los Angeles.
Sua biblioteca pessoal foi doada para a Biblioteca Pública de Waukegan.

## Cronologia
- 1938 - Bradbury se gradua na Los Angeles High School (Segundo grau). Sua educação formal termina neste ano, mas ele continua a estudar por conta própria.
- 1938 - 1942 - Trabalha como jornaleiro nas ruas de Los Angeles.
- 1938 - 1939 - Publica em um fanzine de ficção científica o conto "Hollerbochen's Dilemma".
- 1941 - Sua primeira publicação paga foi o conto "Pendulum", que apareceu na revista Super Science Stories. Este Pulp (conto de preço acessível) foi escrito em parceria com Henry Hasse.
- 1942 - Ele escreve "The Lake", obra com a qual ele descobriu o seu estilo de escrever, mesclando ficção científica com tons de terror e suspense.
- 1943 - Ele começa a trabalhar em um jornal para o qual contribui com vários contos.
- 1945 - Seu conto "The Big Black and White Game" é selecionado como melhor conto de de ficção da America, desse ano.
- 1947 - Bradbury casa-se com Marguerite McClure, neste mesmo ano publica "Dark Carnival", que agrega uma série de contos de terror.
- 1950 - Publica Crônicas Marcianas "The Martian Chronicles", com esta obra que engloba 26 contos, ele ganha sua reputação de escritor de ficção científica. Este livro também é publicado na Inglaterra com o título "Silver Locusts" O gafanhoto de Prata.
- 1951- Publica The Illustrated Man, lançado no Brasil como: "Uma sombra passou por aqui" e que se tornou filme.
- 1953 - Publica Fahrenheit 451, obra que se transformou posteriormente em filme em 1966 do cineasta francês François Truffaut.
- 1954 - Trabalha com roteiros de filmes para o cinema e poesias, em 1954 ganha o prêmio The Benjamin Franklin, por seus contos.
- 1956 - Foi o autor do roteiro da adaptação cinematográfica de Moby Dick, dirigida por John Huston.
- 1967 - Ganha um prêmio da Academia de Escritores de Aviação Espacial, com um artigo que foi publicado na Revista Americana de Aeronáutica sobre o espaço. Também neste mesmo ano recebe o reconhecimento de outros escritores e é considerado um mestre entre os escritores de F.C. da América. Também cria uma animação sobre uma história de um aviador, Icarus Montgolfier Wright, esta animação concorre a um Oscar, e seu filme The Hallowen Tree, ganha um Emmy.
- Década de 1980 - É contratado como consultor e criador para o cenário do Epcot Center na Disney World e também contribui para a concepção da aventura que engloba um cenário espacial na Euro Disney na França.
- 1988 - Publica "The Toynbee Convector" , esta foi sua última obra marcante. Ray Bradbury ainda escrevia para o cinema e televisão.
- 2012 - Morre em Los Angeles no dia 6 de junho, aos 91 anos. A pedido seu a sua lápide funerária no Westwood Village Memorial Park Cemetery contém o epitáfio: «Autor de Fahrenheit 451».[23]

### Adaptações de sua obra
Muitas das histórias e novelas de Bradbury têm sido adaptadas para o cinema, rádio, televisão, teatro e quadrinhos. De 1951 a 1954, 27 histórias foram adaptadas por Al Feldstein para a EC Comics, e dessas, 16 foram reunidas em brochuras, "The Autumn People" (1965) e "Tomorrow Midnight" (1966).
Também no início dos anos 50, adaptações das suas histórias foram televisionadas numa variedade de programas como Tales of Tomorrow, Lights Out, Out There, Suspense, CBS Television Workshop, Jane Wyman's Fireside Theatre, Star Tonight, Windows e Alfred Hitchcock Presents. The Merry-Go-Round, um filme de meia hora adaptado do livro The Black Ferris, pela Variety, foi mostrado no Starlight Summer Theater em 1954 e na "NBC Sneak Preview" de 1956.
Em 1966 François Truffaut adaptou Fahrenheit 451 para os cinemas. Em 1969, The Illustrated Man foi levado para o cinema, estrelando o ganhador do Oscar Rod Steiger, Claire Bloom e Robert Drivas. Contendo o prólogo e três histórias curtas do livro, o filme recebeu críticas medíocres. De 1985 a 1992 Bradbury apresentou uma série de TV, The Ray Bradbury Theater, para a qual adaptou 65 de suas histórias. Cada episódio começa com uma tomada de Bradbury em sua sala, narrando momentos de sua vida que lhe deram ideias para as histórias. As Crônicas Marcianas se tornaram uma minissérie de TV em três partes, estrelando Rock Hudson, apresentada pela primeira vez pela NBC em 1980.
Em 1984, Michael McDonough da Brigham Young University produziu "Bradbury 13," série com treze adaptações em áudio das histórias famosas de Ray Bradbury, em conjunto com a National Public Radio. As dramatizações do elenco apresentaram adaptações de "The Man," "The Ravine," "Night Call, Collect," "The Veldt," "Kaleidoscope," "There Was an Old Woman," "Here There Be Tygers," "Dark They Were, and Golden Eyed," "The Wind," "The Fox and the Forest," "The Happiness Machine," "The Screaming Woman" e "The Sound of Thunder". Vozes famosas do ator Paul Frees como narrador, enquanto o próprio Bradbury era responsável pela voz de abertura; Greg Hansen e Roger Hoffman pontuavam os episódios. As séries ganharam um prêmio Peabody e dois prêmios Gold Cindy. A série ainda não foi produzida em CD mas é fortemente comercializada por fãs da 'Era do Rádio'.

## Publicações

### Romances
- (1953) Fahrenheit 451
- (1953) It Came from Outer Space
- (1957) Licor de Dente-de-leão (Dandelion Wine)
- (1962) Algo Sinistro Vem Por Aí (Something Wicked This Way Comes)
- (1972) A Árvore do Halloween
- (1985) Death Is a Lonely Business
- (1990) A Graveyard for Lunatics
- (1992) Green Shadows, White Whale
- (1998) Ahmed and the Oblivion Machines
- (2001) From the Dust Returned
- (2003) Let's All Kill Constance

### Coleção de contos
- (1947) Dark Carnival
- (1950) As Crônicas Marcianas (The Martian Chronicles)
- (1951) O Homem Ilustrado (The Illustrated Man)
- (1953) The Golden Apples of the Sun (contém "A Sound of Thunder")
- (1955) The October Country (uma versão atualizada e expandida de Dark Carnival)
- (1959) A Medicine for Melancholy (contém "All Summer in a Day")
- (1960) R is for Rocket
- (1969) Bloch And Bradbury
- (1969) I Sing The Body Electric!
- (1970) S is for Space
- (1980) Stories of Ray Bradbury
- (1988) The Toynbee Convector
- (1996) Quicker Than The Eye
- (1998) Driving Blind
- (2002) One More for the Road
- (2003) Bradbury Stories: 100 of His Most Celebrated Tales
- (2004) The Cat's Pajamas: Stories

## Homenagens

### Clipe
- (2010) Fuck me, Ray Bradbury - Clipe da cantora Rachel Bloom em homenagem ao escritor, onde ela cita várias de suas obras. Disponível no YouTube.
- (2012) The Veldt - Clipe do produtor deadmau5 em parceria com o cantor e também produtor Chris James, baseada na short-story de mesmo nome. Disponível no YouTube.

### HQ
- (2016) Teatro das Sombras - Livro de contos lançado pela Editora Mythos. Vencedora do prêmio Bram Stoker Awards - Melhor graphic novel de 2016.